# Locamerica
A Locamerica – Companhia de Locação das Américas foi uma empresa de terceirização de frotas e revenda de veículos seminovos, sediada em Belo Horizonte, Minas Gerais. Possuía 30 filiais pelo Brasil e uma frota terceirizada de mais de 30.000 automóveis. Em abril de 2012 se tornou uma empresa de capital aberto, ao entrar para o Novo Mercado BM&F Bovespa.

## Trajetória
Luis Fernando Porto e seu sócio, Sergio Resende, fundaram a empresa no ano de 1993, com o nome de Locarvel, e uma frota de 16 veículos. Em setembro de 1998, a Locarvel adquiriu pequenas e médias locadoras em Belo Horizonte, Brasília e no Rio de Janeiro, expandindo a carteira de clientes corporativos. No ano de 2002, a Locarvel abre filiais em São Paulo, Curitiba, Porto Alegre, Cuiabá, Fortaleza, Salvador e Vitória.
Em 2008 houve a troca do nome Locarvel para Locamerica Frotas, e adoção da marca que duraria até o ano de 2012, quando há uma renovação da marca e da identidade visual da organização.
Em 2014, o lucro líquido da Companhia atingiu R$ 7 milhões no segundo trimestre, com receita líquida total de R$ 150 milhões, entre abril e junho deste ano. Ainda em 2014, a empresa se consolida como a segunda maior empresa de terceirização de frotas corporativas e a maior especializada neste ramo no Brasil.
No ano de 2015, a receita líquida de locação atingiu R$392,0 milhões, crescimento de 4,8% frente ao ano anterior. O lucro líquido da Locamerica atingiu R$18,6 milhões em 2015.
Em 2017, a Locamerica anunciou a fusão com a paranaense Ricci Locadora, formando uma Companhia com 47 mil veículos na frota e se tornando a empresa líder em locação de frotas no Brasil. Neste mesmo ano, a Locamerica lança uma nova empresa do grupo, a Acelero – focada em compra e venda de veículos seminovos e usados.
No ano de 2018 a Locamerica anuncia a compra da Unidas, assumindo o segundo lugar no país em locação de veículos, com uma frota total de 100 mil veículos. O Conselho Administrativo de Defesa Econômica (Cade) aprovou a compra e o respectivo despacho foi publicado no Diário Oficial da União em 23 de janeiro de 2018.

## Atuação do mercado de Seminovos
A Locamerica iniciou sua atuação no mercado de veículos seminovos como parte da estratégia para seu negócio de terceirização de frotas. Porém, com o crescimento da demanda, foi criada a marca Seminovos Locamerica, em consonância com o fortalecimento deste canal de varejo, que demonstra influencia positiva na atividade de terceirização de frotas.
A primeira loja de seminovos Locamerica foi aberta em 2008, em São Paulo, Campinas.
Em 2011 é aberta a primeira loja varejo de seminovos, em Itaim Paulista – São Paulo.
Em dezembro de 2012, foram inauguradas duas novas lojas Seminovos Locamerica, uma em Osasco, na Região Metropolitana de São Paulo, e outra em Contagem, na Região Metropolitana de Belo Horizonte.
Em 2013, a Companhia inaugurou duas lojas no estado do Rio de Janeiro, e outra no ano de 2014, dando continuidade ao planejamento de expansão no mercado de Seminovos.
Em 2015, foram abertas mais duas lojas em São Paulo.
Em 2016 são inauguradas quatro lojas: uma em São Paulo, outras duas em Belo Horizonte e uma no Rio de Janeiro.
No início de 2017, com a fusão Locamerica e Ricci, a Locamerica inaugura mais cinco lojas no Paraná e uma em Sorocaba, além da inauguração de mais quatro lojas em São Paulo e uma em Belo Horizonte.
Em 2018 é inaugurada a loja de Guarapuava, no Paraná.
A Locamerica tem no setor de Seminovos uma atividade estratégica para seu negócio e possui atualmente vinte e cinco pontos de vendas para esse tipo de veículos: quatro no Rio de Janeiro, onze em São Paulo, quatro em Minas Gerais e seis no Paraná.

## Responsabilidade Social
No ano de 2012, a festa de fim de ano da Companhia foi trocada por ações de cunho assistencial. Foram coletados e distribuídos alimentos e outras doações, além de oferecer trabalho voluntário, envolvendo mais de 600 colaboradores, em várias instituições espalhadas pelo Brasil: Associação Mineira de Reabilitação (AMR), Núcleo Assistencial Caminhos para Jesus, Lar dos Meninos São Vicente de Paulo, Casa de Passagem e Amparo à Criança, AACD - Unidade Santana e Casa André Luiz.
A Locamerica realizou, em 2013, uma ação chamada de Ranking Solidário. O objetivo era incentivar que os colaboradores arrecadassem doações a serem doadas a diversas instituições de caridade, além de reforçar a importância de toda a sociedade tomar atitudes socialmente responsáveis. Foram arrecadados roupas, alimentos, brinquedos e itens de higiene pessoal, que foram direcionadas a nove instituições beneficentes. Também foi disponibilizado um automóvel para o CREN (Centro de Recuperação e Educação Nutricional), entidade que cuida crianças e adolescentes desnutridos e promove ações de educação diretamente com suas famílias.
Também em 2013, no mês de agosto, foi realizada uma ação chamada Dia V, na AMR (Associação Mineira de Reabilitação) como forma de envolver os colaboradores em atividades voluntárias neste evento que contou com shows de música, aula de dança, brinquedos, palestras e oficinas.
No dia 20 de agosto de 2014, aconteceu o evento VII Proação Fashion Day, organizado pelo Núcleo de Composição de Parcerias em Projetos e Ações, mais conhecido como “O Proação”. Este projeto sem fins lucrativos acolhe e dá suporte a crianças retiradas do lar por meio de ação judicial, com idades entre zero a sete anos, e também proporciona atividades culturais para adolescentes. A Locameria patrocinou o evento, e doou um automóvel Fiat Dobló para o projeto O Proação, e também cuida das manutenções preventivas do veículo, como forma de apoio ao projeto.
Em novembro de 2016 a Locamerica anuncia o patrocínio à Associação Beneficente Santa Fé, ONG sem fins lucrativos que acolhe meninos e meninas vítimas de maus tratos, abandono e violência sexual.

## Responsabilidade Ambiental
No ano de 2014 foi realizada a aquisição de 215 caminhões com motores que reduzem a emissão de poluentes, que substituíram outros veículos energeticamente menos eficientes.

## Prêmios e Rankings
A Locamerica recebeu o Prêmio Global de Segurança do Trabalho da Nokia Siemens Networks, o NSN Safety Awards em 2012 pelo projeto realizado com 2.623 condutores da empresa de telecomunicações, para diminuir os índices de acidentes de trânsito destes profissionais.
O site Valor Econômico publicou a sua lista das 1000 maiores empresas do período de 2013, no qual a Locamerica está colocado em 716º lugar. Em 2010, a Companhia ocupava o 836º lugar. Em 4 anos, foi acumulada uma melhora de 120 posições no ranking.
Em 2014, a Locamerica foi colocada em 138º lugar entre as 250 melhores empresas do Brasil do período de 2013, segundo a revista Época 360º. No mesmo ranking, a Locamerica é a 1ª empresa do setor de serviços no quesito Governança Corporativa, e 4º lugar em Práticas de RH. Também recebeu o 633º lugar entre as principais empresas do país no ranking das 1000 maiores de 2014 Isto É Dinheiro.
No ano de 2015 a Locamerica ficou em 188º lugar no ranking das 250 melhores da revista Época Negócios 360º, levando também com o 1º lugar em Práticas de RH e 5º em Governança Corporativa, uma das poucas empresas do país a serem listadas em mais de uma categoria no setor de Serviços. Também foi posicionada no 624º lugar entre as principais empresas do país do ranking 1000 maiores de 2015 Isto É Dinheiro, além de ser escolhida como uma das “Empresas do Bem” de 2015 da Isto É Dinheiro, como reconhecimento do projeto de renovação da frota de 600 dos seus 800 veículos pesados.
Em 2016 a Locamerica foi considerada a 43º empresa com maior volume de investimentos entre todas as empresas em atividade no Brasil avaliadas pela publicação Maiores e Melhores 2016 da revista Exame, 178ª melhor empresa do Brasil no ranking 300 melhores da Época Negócios 360º, no qual levou o 1º lugar em Práticas de RH, 3º lugar em Responsabilidade Socioambiental e 4º em Governança Corporativa, 649º lugar no ranking 1000 Maiores Empresas do jornal Valor Econômico com um 10ª lugar no indicador de Margem Ebitda e 6º lugar em Crescimento Sustentável, e 533º lugar no anuário 2016 das 1000 Maiores Empresas do Brasil pela revista Isto É Dinheiro, em sua edição nº 986.

## Abertura de Capital na Bolsa de Valores
No ano de 2008, a Locamerica recebeu um aporte de um fundo de private equity, que marcou o início da preparação para a abertura de capital da empresa. Com isso, o Conselho da Companhia autorizou a realização do IPO para a entrada no Novo Mercado BM&F Bovespa sob o código LCAM3.
No ano de 2012, a agência de classificação Fitch Ratings elevou a avaliação corporativa em escala nacional da Locamerica (LCAM3) de BBB+ (bra) para A- (bra), com perspectiva estável. A mesma avaliação foi considerada também para as segunda, terceira e quarta emissões de debêntures da Companhia. Em fevereiro de 2012, a Standard & Poor’s também havia elevado o rating da Locamerica, de ‘brA-’ para ‘brA’. E na sequencia, em maio de 2013, a mesma Ficth eleva mais uma vez a avaliação corporativa da Locamerica, que vai de ‘A-(bra)’ para ‘A(bra)’.
A mesma Fitch Ratings, em 15 de janeiro de 2018, atribui nota ‘AA-(bra)’ para a emissão de debêntures da Locamerica, e em 23 de março do mesmo ano elevou os ratings de crédito de emissor de “AA-(bra)” para “AA(bra)” atribuídos à Locamerica e à Unidas, removendo também a Observação Positiva e atribuiu Perspectiva Estável aos ratings corporativos.

## Fusão com a Unidas
Em 28 de dezembro de 2017 a Locamerica anunciou a compra da Unidas, criando a 2ª maior empresa de locação de veículos do Brasil. A operação de fusão foi aprovada pelo CADE no mês de janeiro seguinte.  A partir de 5 de setembro de 2018, a companhia resultante passou a adotar o nome Unidas em toda a sua operação, momento em que passou a atuar no segmento de carros por assinatura, além da locação de frotas para empresas e da revenda de veículos seminovos.